# Mit Gott für König und Vaterland

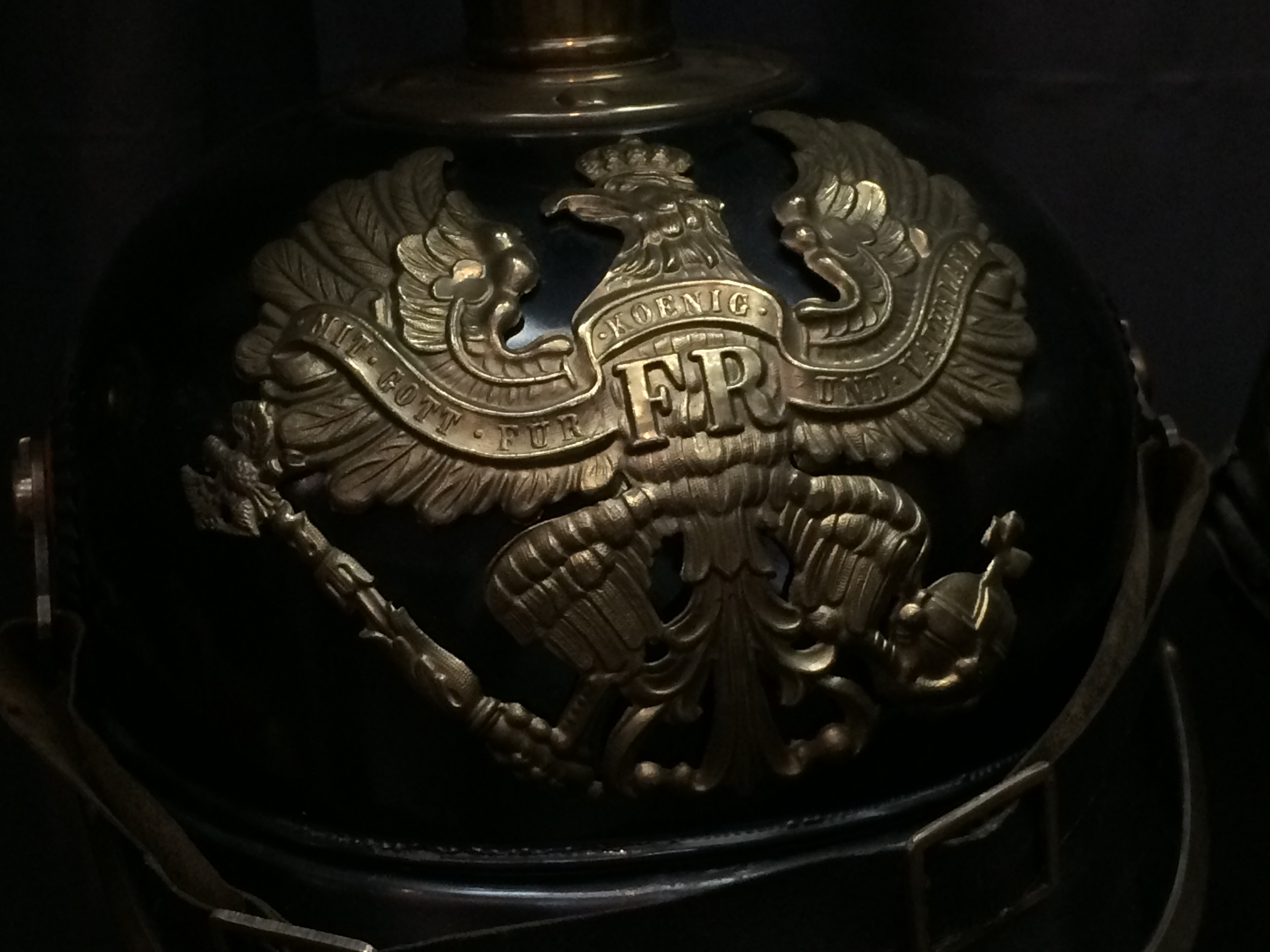
Pickelhelm mit der Devise Mit Gott für König und Vaterland

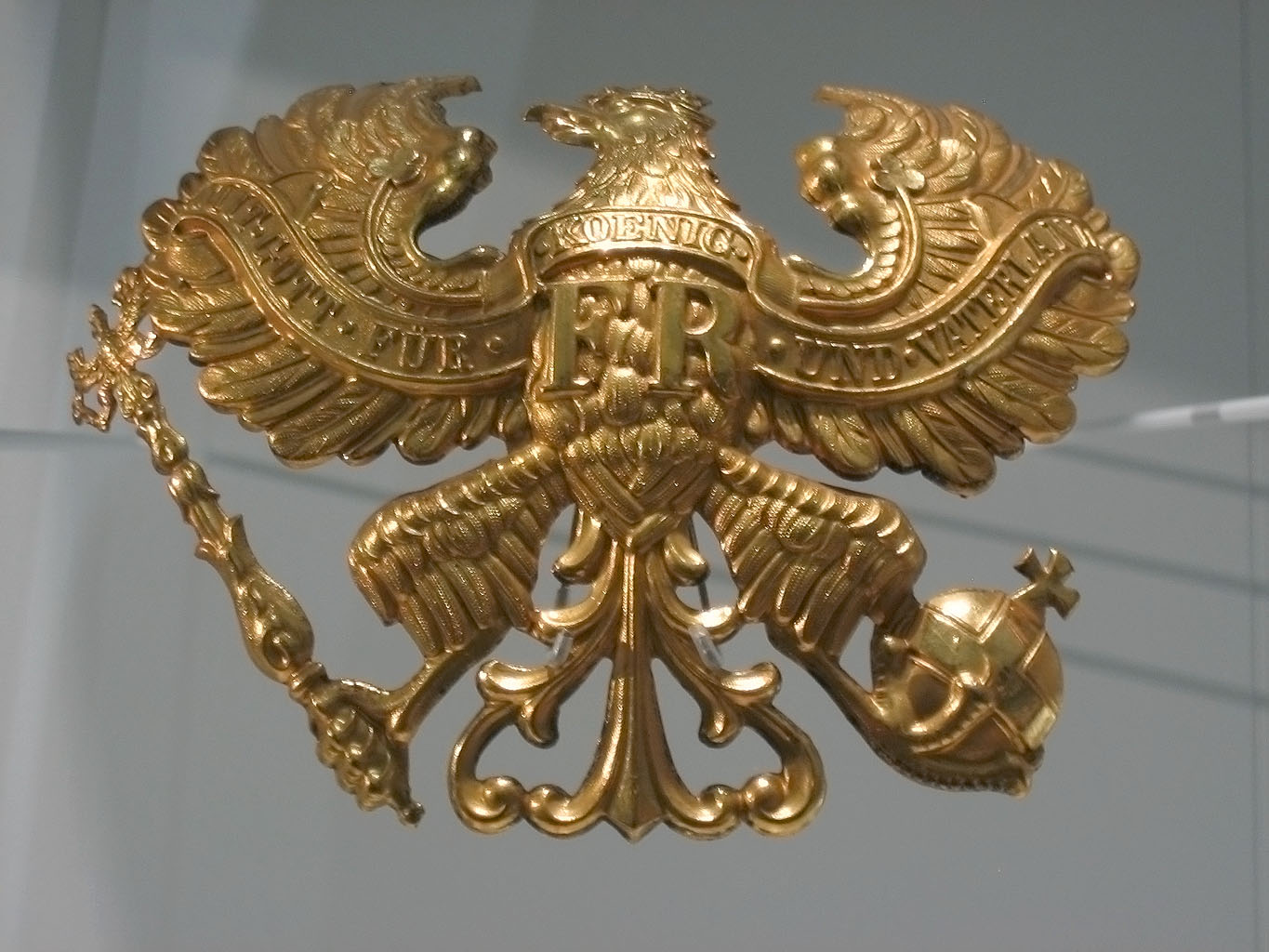
Goldadlerverzierung eines preußischen Pickelhelms im Militärhistorischen Museum der Bundeswehr

Mit Gott für König und Vaterland ist ein preußischer Wahlspruch.

## Verwendung
Mit Gott für König und Vaterland ist die Devise  eines von Friedrich Wilhelm III. 1813 gestifteten Abzeichens, des Landwehrkreuzes. Das metallene Kreuz mit dieser Losung wurde auf die Mützen der preußischen Landwehrsoldaten genäht. Auf verschiedenen Varianten von Helmen und Ehrenkreuzen ist sie ebenfalls anzutreffen. Der Wortlaut macht deutlich, dass unter Vaterland noch nicht Deutschland, sondern Preußen als Territorialstaat verstanden wurde.
Als Losungswort konservativer Parteien in Preußen wurde sie später mehrfach gebraucht oder von Soldaten in Schlachten kurz vor dem Angriff des Gegners gerufen. Auf der Rückseite des Ehrenkreuzes mit Gott für Kaiser und Reich findet sich als erhabene Prägung Mit Gott für König und Vaterland. Die Kreuzzeitung nutzte die Devise in leicht abgewandelter Form: „Vorwärts mit Gott für König und Vaterland.“

## Ähnliche Devisen
Auf Koppelschlössern findet sich häufiger die preußische Devise Gott mit uns. Die ebenfalls preußische Devise Suum cuique (Jedem das Seine) findet sich in der Nachkriegszeit als Devise der Feldjäger der Bundeswehr.